# Emesis lucinda
Emesis lucinda is een vlindersoort uit de familie van de prachtvlinders (Riodinidae), onderfamilie Riodininae.
Emesis lucinda werd in 1775 beschreven door Cramer.